# Marjolein van Asselt
Marjolein B. A. van Asselt (Apeldoorn, 2 mei 1969) is een Nederlandse hoogleraar 'Risk Governance' aan de faculteit Cultuur- en Maatschappijwetenschappen van de Universiteit van Maastricht. Van januari 2008 tot juli 2014 was zij tevens raadslid van de Wetenschappelijke Raad voor het Regeringsbeleid. Van Asselt werd in juli 2014 raadslid bij de Onderzoeksraad voor Veiligheid.
Van Asselt studeerde van 1989 tot 1994 Informatica en Wijsbegeerte van Wetenschap, Technologie en Samenleving aan de Universiteit Twente. Zij promoveerde in 2000 op het proefschrift Perspectives on uncertainty and risk: The Prima approach to decisionsupport.
Verder was zij van 2005 tot 2010 lid van De Jonge Akademie van de Koninklijke Nederlandse Akademie van Wetenschappen (KNAW).